# Felisacodes
Felisacodes is een geslacht van wantsen uit de familie van de Miridae (blindwantsen). Het geslacht werd voor het eerst wetenschappelijk beschreven door Ernst Evald Bergroth in 1926.

## Soorten
Het genus bevat de volgende soorten:

- Felisacodes bryocorina (Poppius, 1914)
- Felisacodes dibuora Odhiambo, 1967
- Felisacodes longipedes (Carvalho, 1953)